# Malpica do Tejo
Malpica do Tejo is een plaats (freguesia) in de Portugese gemeente Castelo Branco en telt 758 inwoners (2001).